# Forte San Jachiddu
Il Forte San Jachiddu, il cui nome deriva sia dalla zona in cui sorge sia da un eremita basiliano vissuto in epoca bizantina San Jachiddu, si trova nella zona centro-nord di Messina, su un promontorio elevato che offre una vista panoramica sullo Stretto.Sotto il forte si estende un ripido dirupo che lo collega al Forte Ogliastri, situato a un'altitudine inferiore. Questi due forti facevano parte delle sei batterie Umbertine progettate per controllare e difendere il porto e la città di Messina.Al di sotto del forte passa la Galleria San Jachiddu, che collega il rione Giostra con l'Annunziata Alta e il polo universitario dell'Annunziata dell'Università di Messina.
Il Forte San Jachiddu presenta una somiglianza evidente con altre strutture difensive della zona, come il Forte Serra La Croce, il Forte Giulitta/Schiaffino, e il Forte Monte Gallo/Cavalli, quest'ultimo di dimensioni significativamente maggiori. Sul terrapieno di combattimento sono ancora visibili sei piattaforme circolari destinate agli obici da 280 mm, complete dei perni di fissaggio originali.

## Storia
Nonostante il devastante terremoto del 1908 e i due conflitti mondiali, la struttura è sopravvissuta in buone condizioni. Tuttavia, dopo la guerra, il forte fu abbandonato e, per anni, si trovò in uno stato di grave degrado.
Nel 1997 , la Scirin Cooperativa Sociale avviò un progetto di recupero e riqualificazione del sito, trasformandolo in un parco ecologico che offre un ambiente naturale e spirituale per la città di Messina. Collaborando con enti pubblici e privati, tra cui l'Orto Botanico Pietro Castelli di Messina, il forte è diventato un'oasi di pace.
Dal 2017 , il sito è un luogo rinnovato che propone percorsi didattici, laboratori artigianali, orti con essenze tipiche del Mediterraneo e installazioni artistiche contemporanee. Inoltre, rappresenta il punto di partenza di numerosi sentieri di trekking che conducono attraverso i Monti Peloritani.

## Oggi
Oggi, il forte è un'area verde accessibile liberamente durante il giorno, ideale per passeggiate in famiglia. Inserito nell'elenco dei beni architettonici tutelati (DA 5070 del 20/01/99), il sito si è affermato come un importante patrimonio culturale e ambientale della città.

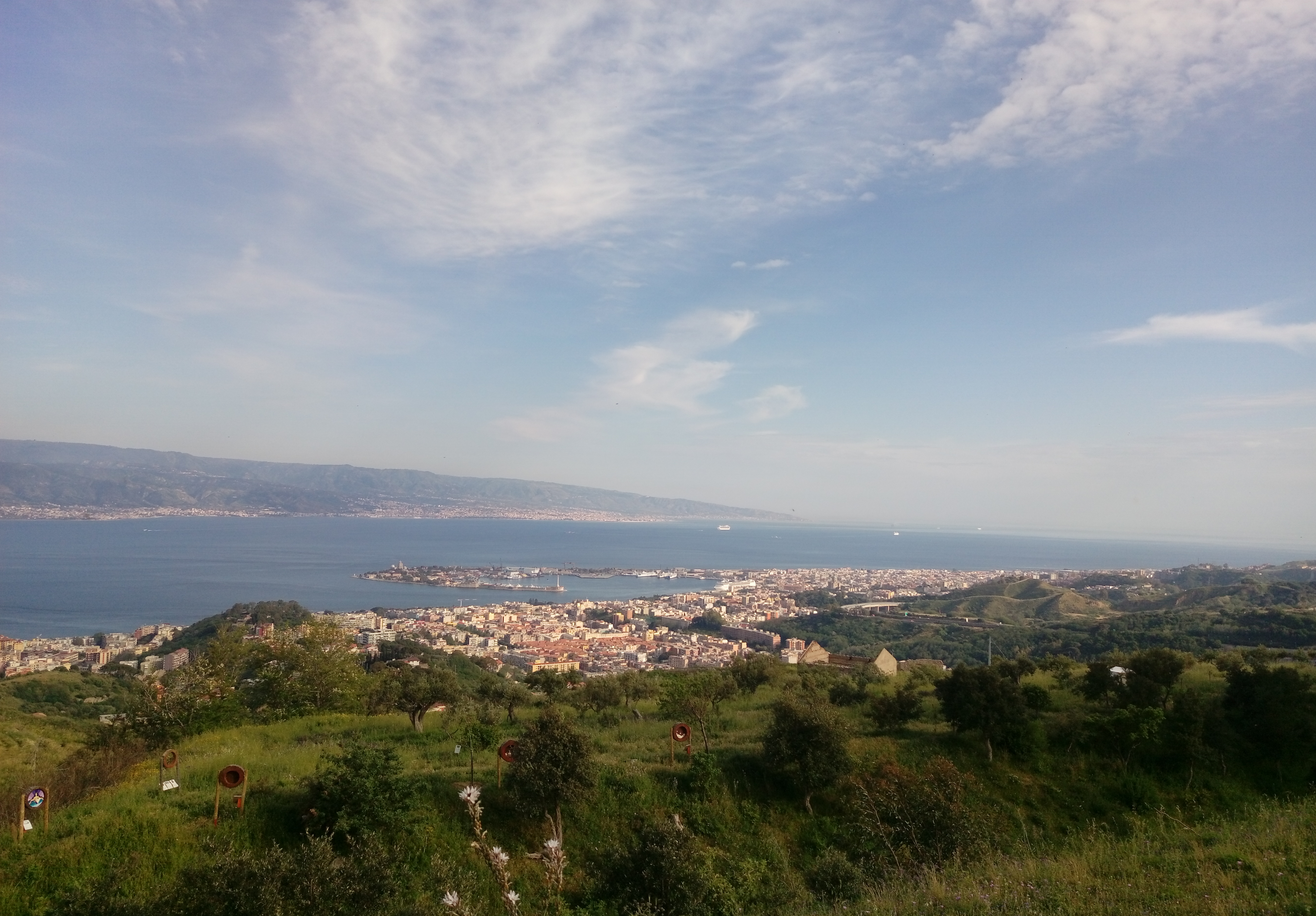
Vista sullo strette di Messina dal Forte